# 稚川丹灶
稚川丹灶，位於中國廣東省惠州市博羅縣羅浮山，是博羅縣一處縣級文物保護單位，類型為古建築，於1978年公布為保護對象。
稚川丹灶的歷史年代為清代。